# Pagani (tvrtka)
Pagani je tvornica supersportskih automobila iz Italije. Osnivač i vlasnik je argentinac talijanskih korijena i bivši djelatnik Lamborghinija Horacio Pagani. 
Konstukcija prvog Paganijevog automobila počela je 1992. godine, a auto je trebao nositi naziv Fangio F1 u čast peterostrukog svjetskog prvaka u Formuli 1 Juan Manuel Fangia. No Fangio je preminuo 1995. pa je odlučeno da će se automobil zvati Zonda. 1994. je dogovoreno da će Mercedes posuditi svoje V12 motore. Automobil je predstavljen 1999. na auto salonu u Ženevi. Do danas je model doživio nekoliko izmjena, kako u eksterijeru, tako i u pogledu snage motora. Za 2009. godinu je najavljen potpuno novi model, ovoga puta s V8 motorom iz Mercedes SLR McLarena.

## Vanjska poveznica
- Službena stranica  Arhivirana inačica izvorne stranice od 10. prosinca 2006. (Wayback Machine) (engl.) (tal.)